# Santiago Morales (futbolista ecuatoriano)
Santiago Damián Morales Montenegro (Ibarra, Imbabura, Ecuador, 3 de mayo de 1979) es un exfutbolista ecuatoriano. Jugaba de volante y su último equipo fue el Manta Fútbol Club de la Serie B de Ecuador.

## Trayectoria
Su estilo de juego es muy vistoso dentro del campo de juego, tiene una técnica exquisita con el balón, dueño de unos pases magistrales en espacios pequeños y un remate que es un arma mortal, sus características técnicas lo hacen uno de los mediocampistas más talentosos del fútbol ecuatoriano.

## Selección nacional
Fue internacional con la Selección de fútbol de Ecuador en un amistoso contra Guatemala el 20 de agosto de 2003.

## Clubes
| Club                 | País    | Año       |
| -------------------- | ------- | --------- |
| El Nacional          | Ecuador | 1997-2002 |
| Deportivo Quito      | Ecuador | 2003      |
| El Nacional          | Ecuador | 2004-2005 |
| Deportivo Quito      | Ecuador | 2006      |
| El Nacional          | Ecuador | 2007      |
| Universidad Católica | Ecuador | 2007-2008 |
| Espoli               | Ecuador | 2009      |
| Universidad Católica | Ecuador | 2010      |
| Deportivo Quito      | Ecuador | 2011-2014 |
| Imbabura             | Ecuador | 2015      |
| Deportivo Quito      | Ecuador | 2016      |
| Manta Fútbol Club    | Ecuador | 2017-2018 |

## Palmarés

### Campeonatos nacionales
| Título             | Club                 | País    | Año  |
| ------------------ | -------------------- | ------- | ---- |
| Serie A de Ecuador | El Nacional          | Ecuador | 2005 |
| Serie B de Ecuador | Universidad Católica | Ecuador | 2007 |
| Serie A de Ecuador | Deportivo Quito      | Ecuador | 2011 |